# Jules Detournay
Jules Detournay est un pianiste, pédagogue et compositeur belge, né à Tournai le 2 juillet 1882 et décédé dans la même ville le 23 juillet 1952.

## Biographie
On ne dispose pas d'informations sur la première formation musicale de Jules Detournay.
Toujours est-il qu'il entre au Conservatoire Royal de Bruxelles où il remporte en 1903 un Premier Prix de piano dans la classe d'Arthur De Greef, éminent pédagogue disciple de Franz Liszt. Il poursuit ses études d'harmonie puis de composition auprès de Nicolas Daneau, Martin Lunssens, Paul Gilson et Gustave Huberty.
Sa carrière professorale se déroule dans sa ville natale (à Tournai), où il est professeur de piano au Conservatoire communal et à l'Athénée. Parmi ses élèves, citons André Dumortier, pianiste virtuose qui, après de brillantes études menées au Conservatoire Royal de Bruxelles dans la classe de José Sévenants, sera lauréat du Concours Eugène Ysaÿe en 1938 (précurseur du Concours Reine Élisabeth). Il deviendra ensuite professeur au Conservatoire royal de Bruxelles et directeur du Conservatoire de Tournai.
Impliqué dans la vie musicale de sa région, Jules Detournay sera organisateur et membre du jury des Tournois musicaux du Hainaut.
Membre de la Compagnie du Cabaret Wallon Tournaisien depuis 1912, il compose de nombreuses chansons et mélodies sur des textes d'Alphonse Tassier et Auguste Debève.
Il décède à Tournai le 23 juillet 1952.

## Distinction
- Chevalier de l'ordre de Léopold II en 1928.